# Ángel Javier Arizmendi
Ángel Javier Arizmendi de Lucas, född 3 mars 1984, är en spansk före detta fotbollsspelare (anfallare).

## Karriär
Arizmendi gick från Atlético Madrid till Deportivo under december 2005. Efter en lyckad sejour i klubben från den spanska västkusten, värvades han av Valencia CF där han på 30 matcher gjorde ett mål. Till säsongen 08/09 lånades Arizmendi ut från Valencia till Real Zaragoza i den spanska andradivisionen. La Liga-debuten var med Atlético mot FC Barcelona 2004.
Arizmendi spelade i Spaniens U20-landslag 2003 och gjorde här mål på övertid mot Kanada.
Under säsongen 2004/2005 var han utlånad till Racing de Santander.